# Sant Sadurní d’Osormort
Sant Sadurní d’Osormort település Spanyolországban, Barcelona tartományban. Lakosainak száma 84 fő (2024).

## Földrajza
Sant Sadurní d’Osormort Tavèrnoles, Vilanova de Sau, Espinelves, Viladrau, Sant Julià de Vilatorta és Folgueroles községekkel határos.

## Népesség
A település lakosságának változását az alábbi diagram mutatja:
| Lakosok száma | 117  | 298  | 316  | 242  | 79   | 91   | 101  | 86   | 78   | 84   |
|               | 1717 | 1887 | 1936 | 1960 | 1986 | 2004 | 2009 | 2014 | 2019 | 2024 |